# Мілан Лазаревич
Мілан Лазаревич (серб. кир.: Милан Лазаревић; 10 січня 1997, Миличі) — сербський футболіст, захисник клубу «Партизан».

## Клубна кар'єра
Лазаревич народився в Миличі, де почав займатися футболом, за ФК «Нові-Сад», перш ніж приєднався до молодіжної команди «Воєводина». На початку 2016 року перейшов до клубу Першої ліги Сербії «Пролетер», иступав до кінця сезону 2015-16 років, забивши 1 гол у 10 матчах. Влітку 2016 року він повернувся до «Войводини», але також продовжив підготовку у «Пролетірі». У травні 2018 року Лазаревич підписав свій перший професійний контракт, дворічну угоду з «Войводиною». 26 січня 2020 року підписав дворічну угоду з «Радом». 22 липня 2021 року Лазаревич підписав піврічний контракт з «Лієпаєю». 15 січня 2022 року він повернувся до «Войводини» і підписав угоду на 2,5 роки. 15 липня 2024 року Лазаревич підписав трирічну угоду з іншим клубом Суперліги «Партизан».

## Кар'єра у збірній
На початку 2017 року Лазаревич отримав запрошення від Ілії Петковича до збірної Сербії у віці до 20 років. Він дебютував 28 березня в матчі проти збірної України, а пізніше, грав в матчах проти Ізраїлю та Греції.